# Upsilon2 Cassiopeiae
Título a ser usado para criar uma ligação interna é Upsilon2 Cassiopeiae.
Upsilon2 Cassiopeiae (28 Cassiopeiae) é uma estrela na direção da constelação de Cassiopeia. Possui uma ascensão reta de 00h 56m 40.01s e uma declinação de +59° 10′ 52.2″. Sua magnitude aparente é igual a 4.62. Considerando sua distância de 206 anos-luz em relação à Terra, sua magnitude absoluta é igual a 0.62. Pertence à classe espectral G8III-IV.